# Skivum-stenen
Skivum-stenen er en runesten, fundet i Skivum i 1654. Stenen omtales første gang i 1654. Den stod da i den østre side af kirkegårdsdiget, hvorfra Worsaae lod den udtage i 1850. Den er opstillet i våbenhuset i Skivum Kirke.

## Indskrift
| Translitteration | : þau : muþ(r)kin : þurui : auk (:) uþinkau(r) : a(u)k : kuþmuntr : þri- (:) --is(þ)- (:) kumbl : þausi : aift : ki-- : (h)in : huþska hąn : uas : l(ą)nt:mąną : baistr : i : tąnmarku : auk : furstr : |
| Transskription   | Þau mǿðrgin Þōrvē ok Ōðinkaurr ok Gūðmundr þri[ū] [r]æisþ[u] kumbl þausi æft Gi../Ki.. hinn {huþska}. Han vas landmanna bæstr ī Danmarku ok fyrstr.                                                     |
| Oversættelse     | Moderen Thyre og sønnerne Odinkar og Gudmund, de tre rejste disse kumbler efter Ki... den huþska; han var den bedste og første af landmænd i Danmark.                                                   |

Indskriften er ordnet i bustrofedon og begynder i venstre side nedefra. Betydningen af ordet 'landmand' er omdiskuteret, men har i hvert fald ikke den betydning, som vi kender i dag. Det kan være en 'jorddrot' (storbonde) eller 'landsmand', evt. den bedste mand i landet. Tilnavnet huþska er ligeledes omdiskuteret. Der har været fremsat flere forslag, f.eks. 'fra Hordaland', 'fra Hadeland' 'den stridbare' og 'den stolte'.